# Тябердино-Челны
Тябе́рдино-Челны́ (тат. Тәберде Чаллысы) — деревня в Рыбно-Слободском районе Республики Татарстан, в составе Кутлу-Букашского сельского поселения.

## География
Село находится на реке Шумбутка, в 44 км к северо-востоку от районного центра, села Рыбная Слобода.

## История
Вблизи деревни находится Чаллынское (Тябердинское) городище XII-XVI веков.
Деревня известна с 1680 года как Починок по речке Чалле и основана выходцами из села Старое Тябердино . В дореволюционных источниках упоминается также как Тябердина. 
В XVIII — первой половине XIX веков жители относились к категории государственных крестьян. Занимались земледелием, разведением скота. 
В начале XX века здесь функционировали мечеть, медресе, водяная мельница, 4 мелочные лавки. В этот период земельный надел сельской общины составлял 1077,5 десятины. 
До 1920 года деревня входила в Шумбутскую волость Лаишевского уезда Казанской губернии. С 1920 года в составе Лаишевского, с 1927 года — Мамадышского кантонов ТАССР. С 10 августа 1930 года в Рыбно-Слободском, с 10 февраля 1935 года в Кзыл-Юлдузском, с 26 марта 1959 года в Рыбно-Слободском, с 1 февраля 1963 года в Мамадышском, с 12 января 1965 года в Рыбно-Слободском районах.

## Население
| 1782 | 1859 | 1897 | 1908 | 1920 | 1926 | 1938 | 1949 | 1958 | 1970 | 1989 | 2002 | 2008 | 2010 |
| ---- | ---- | ---- | ---- | ---- | ---- | ---- | ---- | ---- | ---- | ---- | ---- | ---- | ---- |
| 121  | 628  | 1023 | 1223 | 1249 | 1038 | 1077 | 1013 | 909  | 884  | 599  | 580  | 556  | 589  |

Национальный состав села: татары.

## Экономика
Жители занимаются полеводством, молочным скотоводством.

## Объекты образования и культуры
В селе действуют неполная средняя школа, дом культуры, библиотека.

## Религиозные объекты
Мечеть.